# Al-Suqaylabiyah (nahija)
Nahija Al-Suqaylabiyah (ar. ناحية مركز السقيلبية)  je sirijska nahija u okrugu Al-Suqaylabiyah u pokrajini Hama. Po popisu iz 2004. (prije rata), nahija je imala 49.686 stanovnika. Administrativno sjedište je u naselju Al-Suqaylabiyah.